# Bouquetot
Bouquetot – miejscowość i gmina we Francji, w regionie Normandia, w departamencie Eure.
Według danych na rok 1990 gminę zamieszkiwało 781 osób, a gęstość zaludnienia wynosiła 60 osób/km² (wśród 1421 gmin Górnej Normandii Bouquetot plasuje się na 307. miejscu pod względem liczby ludności, natomiast pod względem powierzchni na miejscu 208.).